# Gliese 758
Gliese 758 eller HD 182488, är en dubbelstjärna belägen i den mellersta delen av stjärnbilden Lyran. Den har en skenbar magnitud av ca 6,36 och är mycket svagt synlig för blotta ögat där ljusföroreningar ej förekommer. Baserat på parallax enligt Gaia Data Release 3 på ca 64,1 mas, beräknas den befinna sig på ett avstånd på ca 50,9 ljusår (ca 15,6 parsek) från solen. Den rör sig närmare solen med en heliocentrisk radialhastighet på ca -22 km/s.

## Egenskaper
Primästjärnan Gliese 758 A är en solliknande gul till vit stjärna i huvudserien av spektralklass F6 IV. Den har en massa som är ca 0,97 solmassa, en radie som är ca 0,88 solradie och utsänder energi från dess fotosfär motsvarande ca 0,72 gånger solen vid en effektiv temperatur av ca 5 300 K.

## Följeslagare

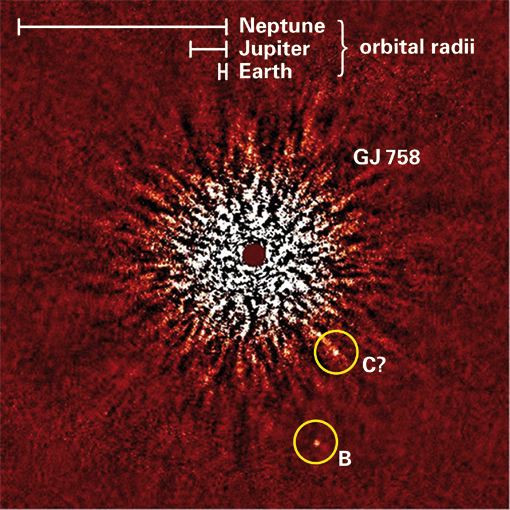
Avbildning av Gliese 758 B, tagen med Subaru HiCIAO i nära infraröda området.

I november 2009 avbildade ett team som använde HiCIAO- instrumentet på Subaru Telescope en substellär följeslagare som kretsade runt stjärnan. Denna bruna dvärg, betecknad Gliese 758 B, uppskattades ha en massa på cirka 10 till 40 gånger Jupiters. Ett andra kandidatobjekt upptäcktes också, som fick beteckningen Gliese 758 C. Uppföljningsstudier av systemet förfinade massintervallet för Gliese 758 B, vilket anger att den är en följeslagare med cirka 30 till 40 Jupitermassor, och avslöjade att Gliese 758 C inte har en fysisk bakgrund som Gliese 758-systemet. Å andra sidan föreslogs en yngre ålder från den kinematiska stjärngrupperingen.
De senaste parametrarna för Gliese 758 B från 2022 kommer från en kombination av data från radiell hastighet, astrometri och avbildning,  som visar att den är ungefär 36 gånger massan av Jupiter och cirkulerar i en excentrisk bana med en halv storaxel på ungefär 25,4 astronomiska enheter och en omloppsperiod på omkring 131 år.